# علی‌دادابراهیم
علی‌دادابراهیم، روستایی از توابع بخش مرکزی شهرستان اندیکا در استان خوزستان ایران است.

## جمعیت
این روستا در دهستان قلعه خواجه قرار دارد و براساس سرشماری مرکز آمار ایران در سال ۱۳۸۵، جمعیت آن زیر سه خانوار بوده‌است.